# Alcatraz (Cabo Verde)
Alcatraz é uma aldeia que fica na zona leste da ilha do Maio, em Cabo Verde. Tem 232 habitantes (censo de 2010).
O único clube de futebol na aldeida este Santa Clara, uma clube novoso da ilha.